# Pedro Freitas
Pedro Freitas, de son nom complet Pedro Miguel Sousa Freitas, est un footballeur portugais né le 31 août 1986 à Guimarães. Il évolue au poste de gardien de but.

## Biographie
Il remporte le Championnat d'Europe des moins de 17 ans 2003 avec l'équipe du Portugal.

## Carrière
- 2005-2006 :  Vitória Guimarães
- 2006-2007 :  SC Maria da Fonte
- 2007 :  Brito SC
- 2008 :  Vilaverdense SC
- 2008-2009 :  SC Maria da Fonte
- 2009-2011 :  AD Oliveirense
- depuis 2011 :  AD Fafe[1],[2]

## Palmarès

### En sélection
- Vainqueur du Championnat d'Europe de football des moins de 17 ans en 2003